# Бранд (п'єса)
«Бранд» (норв. Brand) — п'єса норвезького драматурга Генріка Ібсена, написана в 1865 році. П'єса складається з п'яти актів. Прем'єра вистави відбулася у Стокгольмі 24 березня 1867 року. Перший російський переклад — А. Іванової (Ібсен Р. Зібрання творів. Т. 6. СПб., 1897.)

## Сюжет
Молодий пастор Бранд подорожує через суворі норвезькі гори. На шляху йому зустрічаються різні люди. Селянин з сином, які відмовляють Бранда йти в гори і підказують менш небезпечний маршрут. Бранд їх різко засуджує за спробу знайти компроміс, тоді як вони поспішають додому до дочки, яка лежить при смерті. Потім він зустрічає двох закоханих, Агнес і Ейнара. В Ейнар він дізнається свого однокашника. Прямолінійність Бранда дратує і відштовхує його. Далі Бранд знайомиться з шаленою Герд, яку переслідує нав'язлива ідея про ястребе і порятунку, що чекає її в горах.
Жителі довколишнього села, яка страждає від голоду, просять Бранда стати священиком. Вони вражені силою його духа, виявленої в порятунку одного з мешканців, який, збожеволівши від горя й голоду, вбив власну дитину. Бранду допомагає Агнес, яка вирішує залишитися разом з ним. У них народжується син Альф. Він захворює і лікарі вмовляють Бранда перебратися в інше місце, з більш легким кліматом. Бранд готовий погодитися, але не наважується кинути своїх парафіян, які вже почали жити за новими правилами. Він переконує в цьому і Агнес. Альф вмирає. Біль втрати змушує Бранда і Агнес зробити з Альфа ідола.
Не менш суворо Бранд відноситься і до власної матері, з волі якої він став священиком, щоб спокутувати гріхи батька, нажившого багатство неправедним шляхом. Він відмовляється прийти до вмираючої матері з напуттям, дізнавшись, що вона так і не наважилася витратити весь свій статок на благодійність, чого він від неї всіляко домагався.
Бранд втрачає розум і веде парафіян у гори на пошуки нових ідеалів. Швидко розібравшись в тому, що відбувається, парафіяни кидають Бранда одного в горах, де його пізніше знаходить божевільна Герд. Вона приводить його на вершину гори, де, через зроблений нею постріл в уявного яструба, Бранда накриває лавина, і він гине.

## Про героя п'єси
Герой п'єси, священик Бранд, прагне чинити правильно, щоб наслідки всіх його вчинків були позитивними. Він свято вірить у силу волі людини і живе під девізом «все або нічого». Йому важко йти на компроміс або поступатися своїми моральними принципами. Його уявлення про Господа почерпнуті зі Старого Завіту. Його віра приводить до повного самотності Бранда, так як ніхто з тих, з ким він зустрічався, не міг слідувати його прикладу. Бранд — ідеаліст, чиєю місією є порятунок світу, ну або, принаймні, людської душі. Його погляди високі, але судження жорстокі і несправедливі.
| Ліві лапки | Мене цікавлять Бранди, люди з широкими плечима і вузькими душами, люди, для яких немає зміни горизонтів, тому що нерухома вовча шия раз і назавжди обмежила для них світ полем їх власного зору | Праві лапки |

Ця п'єса і вся творчість Р. Ібсена зробили помітний вплив на творчий світогляд Олександра Блока. Період написання «Бранда» Блок назвав «вищою точкою першого етапу шляху Ібсена та найвищої з доступних нашого зору».

## Постановки
«Бранд» не відноситься до числа п'єс, популярних серед театральних режисерів. У Норвегії повна версія п'єси була поставлена лише одного разу, в 1895 році (?).
Спочатку п'єса ставилася тільки в уривках (в 1866 році — в Христианії (Осло) — аматорські гуртки, пізніше — професійна трупа). У 1870-х рр. уривки ставилися шведськими театрами.
Повністю «Бранд» вперше був поставлений 24 березня 1885 в Новому театрі (Стокгольм).
Норвезький театр в Христіанії (1895)
«Новий театр» (Париж, 1895)
Шиллер-театр (Берлін, 1898)
Міський театр в Дюссельдорфі (1906)
14 травня 1910 — Original New Theatre (Нью-Йорк)
1985 - East 13th Street/CSC Theatre. Реж. Craig D. Kinzer
2003 — The Royal Shakespeare Company — Swan Theatre, Stratford-upon-Avon and Theatre Royal Haymarket, West End. Реж. Едріан Ноубл (Adrian Noble). У ролі Бранда — Р. Файнс.